# Kasba (underdistrikt)
Kasba är ett underdistrikt i Bangladesh. Det ligger i den centrala delen av landet, 70 km öster om huvudstaden Dhaka.
Trakten runt Kasba består till största delen av jordbruksmark. Runt Kasba är det mycket tätbefolkat, med 1 573 invånare per kvadratkilometer.